# Quinto Mucio Scevola (console 174 a.C.)
Quinto Mucio, o Muzio Scevola  (latino: Quintus Mucius Scaevola, vissuto nel II secolo a.C.; fl. II secolo a.C.), è stato un politico romano attivo durante l'epoca della Repubblica e probabilmente figlio di Quinto Mucio Scevola, pretore nel 215 a.C., da cui ereditò il nome.

## Biografia
Venne eletto pretore nel 179 a.C., e divenne governatore della Sicilia. Nel 174 a.C. divenne console e nel 171 a.C. tribuno. In quest'ultima fase della sua carriera politica accompagnò suo cognato Publio Licinio Crasso in una campagna contro Perseo di Macedonia.
Suo figlio fu Quinto Mucio Scevola Augur.